# 助言
助言（じょげん）とは助けになるような意見を教えることないしはその意見を指す。ここでは法律用語における助言について解説する。

## 法律用語における助言
法律用語における助言とはある機関に対し他の人物または機関がなすべき行為ないしはその行為を行うときに必要となる事項を進言することをさす。
多くの議会制の国家や地方政府では、国家や政府の長による一定の統治行為について、内閣や議会の助言を要件とする規定がみられる。イギリスや日本ではこの規定により君主のイニシアティブが否定されているとするが、アメリカ合衆国では上院の「助言と同意」(Advice and consent) を必要とする案件でも、まず大統領自身のイニシアティブによって提案され、上院は大統領からの提案をうけて一括して「助言と同意」を与える形で運用されている。

### 日本

#### 日本国憲法における国事行為と助言
国事行為も参照
日本国憲法おいては天皇が国事行為を行う際には全て内閣の助言ならびに承認が必要となる。この場合において助言とは内閣の方から天皇に対しなすべき行為を進言することをさし、逆に天皇からある行為を実行することを持ちかける承認とは対をなす。なお、大日本帝国憲法ではこれら一連の行為を輔弼と呼んだ。

#### その他の法律における助言
当然ながら助言という用語は国事行為に関して用いられるのみではない。たとえば、警察法においては国家公安委員会による内閣総理大臣の職権の行使に対する助言が定められている。

## 参考資料
- 法令用語事典（学陽書房、ISBN 4-313-11308-8）